# Bogambarastadion
Het Bogambarastadion  (Singalees: බෝගම්බර ක්‍රිඩාංගනය) is een multifunctioneel stadion in Kandy, een stad in Sri Lanka. 
Het stadion wordt vooral gebruikt voor rugbywedstrijden. Er worden ook andere sportwedstrijden gespeeld, zoals voetbal en atletiek. In het stadion is plaats voor 30.000 toeschouwers. Het stadion werd geopend in 1972.

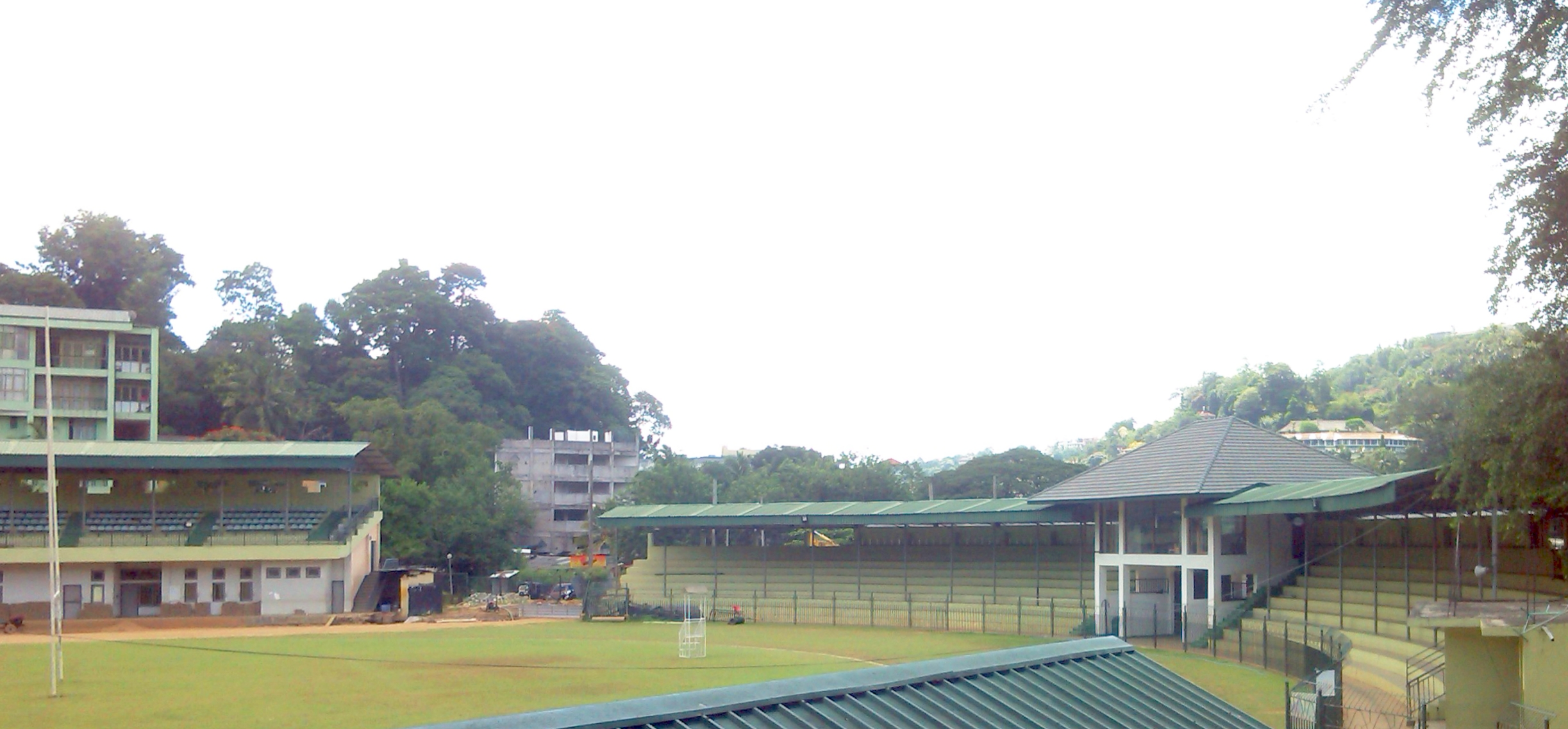
Het stadion van de binnenkant, deze foto is gemaakt in 2015.